# Teherán 43
Teherán 43 je sovětský hraný film uvedený v roce 1981.

## Děj
Snímek se zabývá pokusem o atentát na Churchilla, Stalina a Roosevelta během Teheránské konference v roce 1943.
Film začíná v roce 1980 v Paříži. Vzpomínky hrdiny Andreje (Igor Kostolevský) vrací příběh do roku 1943, kdy nacisté plánovali zavraždit ony tři muže. O 37 let později žije německý agent Max (Armen Džigarchanjan) spolu s Françoise (Claude Jade), mladou pařížskou ženou, která jej skrývá. Ale další nacista, jeho bývalý nadřízený Scherner (Albert Filozov), se snaží Maxe, který nedokázal uskutečnit chystané atentáty, vystopovat. Max důvěřuje Françoise, ale neví, že pracuje pro Schernera… Další zápletkou filmu je románek mezi Andrejem a Francouzkou Marií (Natalja Belochvostikovová), který začal v roce 1943 a pokračuje v roce 1980.

## Výroba
Film režírovali Alexander Alov a Vladimír Naumov.

## Obsazení
| Natalja Belochvostikovová | Marie     |
| Igor Kostolevský          | Andrej    |
| Armen Džigarchanjan       | Max       |
| Claude Jade               | Françoise |
| Alain Delon               | Foche     |
| Albert Filozov            | Scherner  |
| Curd Jürgens              | Legraine  |

## Dabbing
V českém znění: 
- Igor Kostolevskij (Andrej Iljič/André): Jan Kanyza
- Natalija Bělochvostikova (Marie/Nathalie): Alena Procházková
- Armen Džigarchanjan (Max Richard): Dalimil Klapka
- Alain Delon (inspektor Georges Roche): Jiří Novotný
- Curd Jürgens (Legraine): Vladimír Ráž
- Claude Jade (Françoise): Eva Kubíková
- Albert Filozov (Schörner): Jan Přeučil
- Nikolaj Griňko (Jermolin): Jan Pohan
- Georges Geret (Denis Piou): František Vicena
- Gleb Striženov (Simon):  Ivo Gübel
- Nikolai Grinko (Hermolin): Miloš Hlavica